# Miguel de Barrios

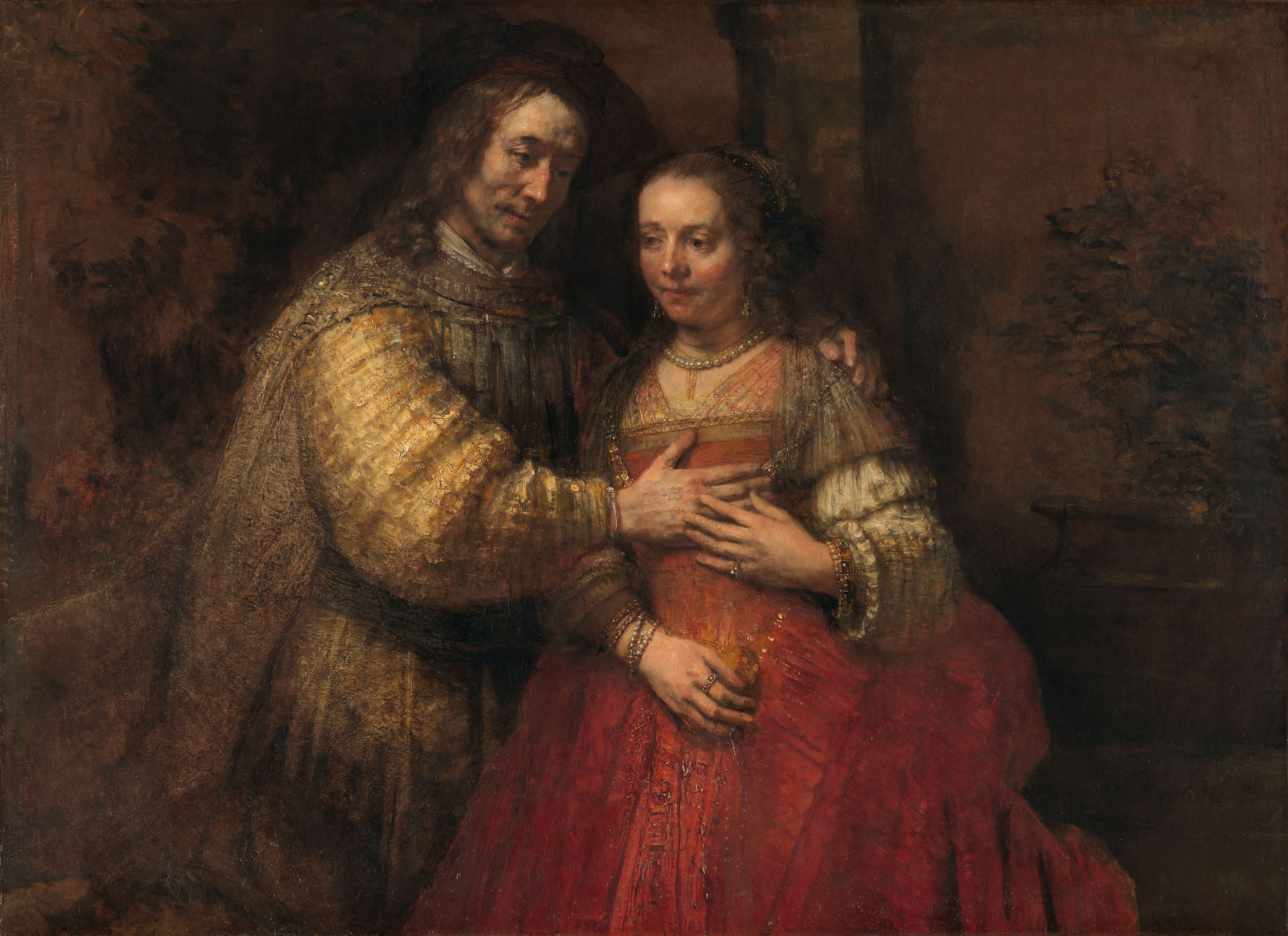
Die Judenbraut. Gemälde von Rembrandt 1667. Angeblich Miguel de Barrios und seine Frau Abigail darstellend.

Don Miguel de Barrios (hebr. Daniel Levi; geb. 1635 in Montilla; gest. 6. Oktober 1701 in Amsterdam) war ein spanisch-jüdischer Dichter und Historiker.

## Leben
Converso in Spanien
Miguel de Barrios wurde 1635 in Montilla (Provinz Córdoba) in einer portugiesisch-marranischen Familie geboren. Als einer seiner Verwandten in Córdoba durch die Inquisition umgebracht wurde, verließ die Familie um 1650 Spanien und zog vorerst nach Oran (heute Algerien). Miguel und sein Bruder scheinen dort (in Mers-el-Kébir) in der spanischen Armee gedient zu haben. Als 1667 Juden und Conversos auch aus Oran vertrieben wurden, begab er sich mit vielen anderen nach Italien.
Jude in Westindien
In Livorno kehrte er zum Judentum zurück, ließ sich beschneiden und nahm den Namen Daniel an. Kurz darauf heiratete er Deborah Váez. Im Jahr 1660 segelte er zusammen mit seiner ersten Frau und 152 Glaubensgenossen, meist ehemalige Conversos, zu den Niederländischen Antillen, mit der Absicht, in der neuen Welt sein Glück zu finden (Pensaban probar fortunas en el Nuevo Mundo). Er ließ sich in Tobago nieder, kehrte jedoch nach dem frühen Tod seiner Frau bald nach Europa zurück.
Katholik in Brüssel
1662 heiratete er in Amsterdam Abigail da Pina, eine Ex-Conversa aus Marokko. Um die gleiche Zeit trat er in den Sold der spanischen Armee und lebte während der nächsten zwölf Jahre als katholischer Hauptmann (Capitan de Caballos) und spanischer Dichter in Brüssel. Seine Frau blieb in Amsterdam, sodass er seine Beziehung zur dortigen jüdischen Gemeinde aufrechterhielt. In Brüssel publizierte er seine beiden Hauptwerke Flor de Apolo (1665) und Coro de las Musas (1672) sowie drei Dramen. 
Jude in Amsterdam
Als er 1674 den Abschied nahm, kehrte er nach Amsterdam zu seiner Frau und den zwei Kindern zurück und bekannte sich unter dem Namen Daniel Levi de Barrios wieder offen zum Judentum. Wie viele der Amsterdamer Juden wurde er ein Anhänger von Schabbtai Zvi und bereitete sich 1675 durch Fasten auf die Ankunft des vermeintlichen Messias vor. Er befasste sich weiterhin mit seinem poetischen Werk, betätigte sich aber nun vermehrt auch als Historiker. Mit seiner Historia universal judáica versuchte er einen Abriss der jüdischen Geschichte zu verfassen; in Casa de Jacob schrieb er über die erste Ansiedlung der Juden in Holland.
Mit Gelegenheitsdichtung, kleinen Lobgedichten für reichere Sefarden, konnte Barrios knapp den Lebensunterhalt für sich und seine Familie verdienen. Daneben erhielt er regelmäßig Almosen von der portugiesischen Gemeinde. Seine Frau starb 1686 in Amsterdam, sein einziger Sohn Simon 1688 auf den Barbados. Nach 1689 wurde kaum noch etwas von Miguel de Barrios gedruckt. Er starb 1701, nach anderen Angaben 1705, in Amsterdam, wo er neben seiner zweiten Frau begraben wurde.
„Die Jüdische Braut“
Auf dem Frontispiz der Amsterdamer Ausgabe des Imperio de Dios en la harmonia del mundo (1663) ist die Familie Barrios in allegorischer Form dargestellt. Zu sehen ist der Dichter, umgeben von seiner Frau als Bellona, seiner Tochter Rebekka als Cupido und seinem Sohn Simon als Merkur.
Bekannter als dieser Stich von Christian van Hagen ist das Bildnis von Rembrandt, das ebenfalls das Ehepaar Barrios darstellen soll. Das Werk Die jüdische Braut entstand 1667. Das Bild wurde erst im 19. Jahrhundert mit diesem Titel versehen. Um 1929 stellte Jacob Zwarts die These auf, dass es sich bei dem abgebildeten Paar um Miguel und Abigail de Barrios handeln könnte. Andere Interpreten sehen im Bild eine biblische Darstellung.

## Werk
Wie sein Leben, kann auch sein Werk in zwei Perioden eingeteilt werden. Die Zäsur ist das Jahr 1674, als er den Dienst im katholischen Brüssel quittierte und in die jüdische Gemeinde von Amsterdam zurückkehrte. 
In Brüssel war seine Schreibweise stark dem spanischen Barock verpflichtet. Sein Vorbild war der spanische Lyriker und Dramatiker Luis de Góngora. Die drei Theaterstücke, die Barrios in Brüssel zusammen mit seiner wohl bekanntesten Gedichtsammlung Flor de Apolo veröffentlichte, entsprachen dem typisch spanischen Stil seiner Zeit. Sein Werk wird denn auch häufig dem Siglo de Oro (Goldenen Zeitalter) zugerechnet. Daneben nahm er auch schon in der Brüsseler Zeit jüdische/converso-Themen auf. So handelte das Stück Contra la verdad no hay fuerza von der Verbrennung dreier Märtyrer bei einem Auto-da-fé in Córdoba.
Obwohl Barrios auch in der Amsterdamer Zeit weiterhin Lobgedichte für christliche Herrscher und Adlige schrieb, wandte er sich nun vermehrt spezifisch jüdischen Themen zu. Neben einigen religiösen Gedichten verfasste er einige Geschichtswerke, die im Zusammenhang mit der sefardischen Gemeinde Amsterdams standen (Triumpho del goviemo popular, Casa de Jacob, Relación de los poetas y escritores españoles u. a.). 
Eine Sonderstellung nimmt Imperio de Dios en la Harmonia del Mundo ein. Mit diesem Werk unternahm er den Versuch, den Pentateuch in einer poetischen Version darzustellen.

## Werke (Auswahl)
- Flor de Apolo. Dirigida al Ilustrísimo Señor Don Antonio Fernández de Córdoba. Brüssel 1665.
- El canto junto al encanto. Brüssel 1665.
- Pedir favor al contrario. Brüssel 1665.
- El español en Orán. Brüssel 1665.
- El Coro de las Musas, dirigido al excelentísimo Señor Don Francisco de Melo. Brüssel 1672.
- Palacio de la Sabiduría, Don Sancho y Sobre la victoria de Ameixal. Brüssel 1673.
- Las poesías famosas y Comedias. Brüssel 1674.
- Imperio de Dios en la Harmonia del Mundo. Amsterdam 1673.
- Sol de la vida. Antwerpen 1679.
- Árbol florido de noche. Amsterdam 1680.
- Luna opulenta de Holanda, en nubes que el amor manda. Amsterdam 1680.
- Descripción de Las islas del mar Atlántico y de América, Piratas de la America y luz à la defensa de las costas de Indias Occidentales. Köln 1681.
- Relación de los poetas y escritores españoles de la nación judáica amstelodana. Amsterdam 1683.
- Triumpho del goviemo popular y de la antigüedad holandesa. Amsterdam 1683.
- Historia universal judáica. Amsterdam 1683.
- Casa de Jacob. Amsterdam 1684.
- Bello Monte de Helicona. Brüssel 1686.
- Estrella de Iacob sobre flores de Lis. Amsterdam 1686.
- Alegrías o pinturas lucientes de himeneo. Amsterdam 1686.

Neuausgabe
- Complete Works. In 3 Bänden. Moshe Lazar, F. Javier Pueyo Mena (Hgg.), Band 1: Stücke, Band 2: Gedichte. Lancester 2002–… ISBN 0-911437-88-6.